# Нилс Лидхолм
Нилс Лидхолм (швед. Nils Liedholm; 8. октобар 1922 — 5. новембар 2007) бивши је шведски фудбалер. Познат је као део тројце шведских нападача, заједно са Гунаром Греном и Гунаром Нордалом у Милану и репрезентацији Шведске са којима је током каријере постигао запажен успех. Сматра се једним од највећих играча Милана и Шведске, као и једним од најбољих играча послератне ере. Четири деценије је био тренер италијанским клубовима. Сматра се једним од најуспешнијих менаџера у историји италијанског фудбала. На крају 20. века, читаоци тада најпопуларнијих шведских новина, Aftonbladet, прогласили су га за најбољег шведског играча миленијума.

## Каријера
Каријеру је започео у Валдемарсвиксу 1938. године. Године 1942. придружио се Слеипнеру, а 1946. године прешао је у Норћепинг, клуб са којим је освојио две титуле прве лиге Шведске. Освојио је златну медаљу на Летњим олимпијским играма 1948. Она му је омогућила да се придружи Милану 1949. Први пут је играо за њих у Серији А 11. септембра 1949. победивши Сампдорије са 3:1. У првој сезони са Миланом, играо је у 37 утакмица и постигао 18 голова. Освојио је латински куп 1951. и 1956. године. Био је капитен Милана у финалу Купа европских шампиона 1958. против Реал Мадрида, губећи са 2:3 (након продужетака). 
Био је један од првих играча који су схватили важност кондиције за добар наступ. Посветио је много више сати од осталих играча вежбању, бацању кугле, копља и скоку увис два пута недељно. Његова каријера је трајала до његових, скоро, четрдесет година.

## Међународна каријера
Освојио је златну медаљу на Летњим олимпијским играма 1948. Био је капитен тима на Светском првенству 1958. Са 36 година пласирао се у финале Светског првенства, где је изгубио од репрезентације Бразила, за коју су играли Диди и Пеле. Био је најстарији играч који је убацио гол у финалу Светског првенства; међутим, Бразил је победио са 5:2.

## Тренерска каријера
Након што се повукао, неко време је, као помоћни тренер, тренирао Милано, пре него што је добио понуду за Верону и Варезу. Пре ова два тима, тренирао је Милано и Фјорентину. Тренирао их је до њихове десете титуле 1979. године, пре него што је постао менаџер Рома. Тренирао је Паула Роберта Фалкаоа и Бруна Контија, који су 1983. године учествовали у другој дивизији италијанске лиге. Годину дана касније, Рома је изгубила од Ливерпула на УЕФА Лиги шампиона. Три пута су освојили куп Италије 1980, 1981. и 1984. године.
Након што је напустио фудбал, остао је да живи у Италији и тамо је заједно са сином Карлом бринуо о њиховом винограду. Умро је 5. новембра 2007. у својој кући у Кукару Монферату, провинција Алесандрија.

## Статистика каријере

### Клуб
| Клуб   | Сезона    | Лига    | Лига   | Куп     | Куп    | Европа  | Европа | Остало  | Остало | Укупно  | Укупно |
| Клуб   | Сезона    | Наступи | Голови | Наступи | Голови | Наступи | Голови | Наступи | Голови | Наступи | Голови |
| ------ | --------- | ------- | ------ | ------- | ------ | ------- | ------ | ------- | ------ | ------- | ------ |
| Милан  | 1949—1950 | 37      | 18     | -       | -      | -       | -      | -       | -      | 37      | 18     |
| Милан  | 1950—1951 | 31      | 13     | -       | -      | -       | -      | 2       | 0      | 33      | 13     |
| Милан  | 1951—1952 | 38      | 9      | -       | -      | -       | -      | -       | -      | 38      | 9      |
| Милан  | 1952—1953 | 30      | 6      | -       | -      | -       | -      | 2       | 1      | 32      | 7      |
| Милан  | 1953—1954 | 31      | 10     | -       | -      | -       | -      | -       | -      | 31      | 10     |
| Милан  | 1954—1955 | 28      | 6      | -       | -      | -       | -      | 1       | 1      | 29      | 7      |
| Милан  | 1955—1956 | 31      | 1      | -       | -      | 6       | 0      | 2       | 0      | 39      | 1      |
| Милан  | 1956—1957 | 26      | 4      | -       | -      | -       | -      | 2       | 1      | 28      | 5      |
| Милан  | 1957—1958 | 24      | 7      | -       | -      | 8       | 2      | -       | -      | 32      | 9      |
| Милан  | 1958—1959 | 30      | 1      | 2       | 1      | -       | -      | -       | -      | 32      | 2      |
| Милан  | 1959—1960 | 28      | 3      | -       | -      | 4       | 0      | 3       | 2      | 35      | 5      |
| Милан  | 1960—1961 | 25      | 3      | 1       | -      | -       | -      | 2       | -      | 28      | 3      |
| Укупно | Укупно    | 359     | 81     | 3       | 1      | 18      | 2      | 14      | 5      | 394     | 89     |

## Награде и титуле

### Клубови

#### Норћепинг
- Прва лига: 1946—47, 1947—48

#### Милан[4]
- Серија А: 1950—51, 1954—55, 1956—57, 1958—59.
- Латински куп: 1950—51, 1955—56.
- Друго место у УЕФА Лиги шампиона: 1957–58.

### Репрезентација

#### Шведска
- Златна медаља на Летњим олимпијским играма: 1948.
- Друго место на светском првенству: 1958.

### Тренер

#### Варезе
- Серија Б: 1969—70.

#### Милан[4]
- Серија А: 1978—79.

#### Рома
- Серија А: 1982—83.
- Куп Италије: 1979—80, 1980—81, 1983—84.
- Друго место у УЕФА Лиги шампиона: 1983–84.

### Индивидуалне
- Кућа славних Милана[4]
- Кућа славних италијанског фудбала: 2016[10]

## Остали спортови
Као млад, био је играч бендија Естерјетланда. Представљао је Италију у бендију.